# Кизило Андрій Олександрович
Андрі́й Олекса́ндрович Кизило (2 травня 1993, Умань, Черкаська область, Україна — 29 січня 2017, Авдіївка, Донецька область, Україна) — український військовослужбовець, майор (посмертно) Збройних сил України. Позивний «Орел». Загинув під час російсько-української війни. Герой України (посмертно). Почесний громадянин Умані.

## Життєпис
Андрій Кизило родом із Умані, з династії військовослужбовців. Змалку хотів стати військовим, як його дід і батько, тож після закінчення 9 класів Уманської міської гімназії № 2 у 2008 році вступив до Київського військового ліцею імені Івана Богуна, випускник 2010 року. Під час навчання в ліцеї брав участь у військовому параді на честь 18-ї річниці Незалежності України, що проходив 24 серпня 2009 року в місті Києві.
Навчання продовжив у Національній академії сухопутних військ імені гетьмана Петра Сагайдачного, випускник факультету бойового застосування військ 2014 року.
У травні 2014 року зарахований до складу 72-ї окремої механізованої бригади (в/ч А2167, м. Біла Церква). З липня 2014 року брав участь у бойових діях в Донецькій області. Став командиром роти в 21 рік. Учасник боїв за село Петрівське Волноваського району (14 лютого 2015 року) та село Новоласпа Бойківського району (10 серпня 2015 року). Понад півтора року особовий склад роти під командуванням старшого лейтенанта Кизила тримав оборону в полях у районі міста Волноваха.
У 2015 році Андрій був визнаний найкращим командиром роти в секторі «М». Згодом призначений заступником командира 1-го механізованого батальйону 72 ОМБр.
Загинув 29 січня 2017 року від осколкового поранення під час бою з угрупованнями російських окупаційних військ в промисловій зоні міста Авдіївка.
29 січня 2017 року командуванню 1-го механізованого батальйону було поставлено бойове завдання розгорнути два спостережні пости перед передовими позиціями противника. О 4-й годині ранку штурмова група капітана Кизила в кількості 19 бійців, висуваючись на позиції для зайняття спостережних постів, виявила ворожу ДРГ та вступила у вогневе зіткнення.
В результаті бою противник був вимушений відступити до своїх позицій. Під час відходу окупаційних сил розпочався артилерійській обстріл з ворожого боку. Капітан ухвалив рішення зайняти взводний опорний пункт (ВОП) супротивника задля збереження життя та здоров'я військовослужбовців.
Під час зайняття ВОП російських окупаційних сил, сталося бойове зіткнення штурмової групи з численнішими силами противника. Внаслідок бою противник зазнав втрат у кількості 20 членів, одного бойовика маріонеткової ДНР взято в полон.
Після бойового зіткнення капітан Кизило організував оборону цього ВОП до підходу основних сил 1-го механізованого батальйону. Штурмова група відбила атаку супротивника, після чого з боку окупаційних військ знову почався артилерійський і мінометний обстріл. О 9:40 внаслідок прямого влучення міни калібру 120 мм в окоп капітан Андрій Кизило та ще двоє військовослужбовців з його штурмової групи (молодший сержант Володимир Бальченко і солдат Дмитро Оверченко) загинули.
1 лютого 2017 року на Майдані Незалежності у Києві сотні людей прощались з сімома воїнами 72 ОМБр, які 29 та 30 січня загинули в боях за Авдіївку. У жалобній церемонії прощання також взяли участь ліцеїсти і випускники Київського військового ліцею та ректор ліцею Герой України генерал-майор Ігор Гордійчук та ректор Національної академії сухопутних військ імені гетьмана Петра Сагайдачного генерал-лейтенант Павло Ткачук.
2 лютого з Андрієм Кизилом попрощались у рідній Умані.
По смерті у Героя залишилися дружина Оксана та 8-місячний син Артем.

## Нагороди
- Звання Герой України з удостоєнням ордена «Золота Зірка» (1 лютого 2017, посмертно) — за виняткову мужність і героїзм, виявлені у захисті державного суверенітету та територіальної цілісності України, вірність військовій присязі[6].
- Медаль «За військову службу Україні» (2 грудня 2016) — за особистий внесок у зміцнення обороноздатності Української держави, мужність, самовідданість і високий професіоналізм, виявлені під час виконання військового обов'язку, та з нагоди Дня Збройних Сил України[7]
- Почесна відзнака «За заслуги перед Черкащиною» (посмертно).
- Недержавна нагорода Орден «Народний Герой України» (2017, посмертно)[8].

## Вшанування пам'яті
- У березні 2017 року Наказом міністра оборони України Героя України майора Андрія Кизила навічно зараховано до 1-ї навчальної роти військового ліцею імені Івана Богуна[9]. З метою збереження пам'яті про колишнього випускника ліцею у розташуванні 1-ї навчальної роти облаштували куточок пам'яті[10].
- 15 квітня 2017 року біля центрального входу Київського військового ліцею імені Івана Богуна встановлено меморіальну дошку Андрію Кизилу[11].
- На місці загибелі Андрія Кизила побратими з 72-ї окремої механізованої бригади встановили пам'ятний знак[12]. Відвойовану позицію «Алмаз» в промзоні Авдіївки на честь загиблого командира перейменовано на «Орел»[13].
- 24 липня 2017 року на 34-ій позачерговій сесії Уманської міської ради VII скликання ухвалене рішення про перейменування вулиці Коломенської у місті Умань на вулицю Андрія Кизила[14][15].
- 12 листопада 2019 року на сесії Київради прийнято рішення про найменування нової вулиці в Дарницькому районі Києва на честь Героя України Андрія Кизила (від Дніпровської набережної до вулиць Прип'ятська та Урлівська)[16].
- Вшановується в меморіальному комплексі «Зала пам'яті», в щоденному ранковому церемоніалі 29 січня[17][18].
- 15 лютого 2024 року у місті Авдіївка вулицю Маяковського перейменували на вулицю Андрія Кизила.[19]